# Drie Hofsteden
De Drie Hofsteden is een wijk in de Belgische stad Kortrijk. De woonwijk bevindt zich ten zuidoosten van de historische binnenstad. Ze bevindt zich tussen de wijken Sint-Elisabeth en Sint-Jan. Centraal in de wijk bevindt zich het Gebroeders Van Raemdonckpark, een van de grootste parken in Kortrijk. Op de Drie Hofsteden speelt de voetbalclub SV Kortrijk.

## Geschiedenis
Toen de stad in de 20e eeuw sterk naar uitbreiding zocht, werd eind jaren vijftig besloten om het gebied tussen de Oudenaardsesteenweg en de spoorlijn naar Ronse te ontwikkelen tot een nieuw stadsdeel. Deze zone werd de vallei van de Klakkaerdsbeek genoemd, maar het nieuwe stadsdeel kreeg uiteindelijke de naam de Drie Hofsteden. Met hulp van de Spoorwegen werd de beek gesaneerd en overwelfd. In de lager gelegen delen werd een grote vijver aangelegd. De ontwikkeling van de Drie Hofsteden duurde van 1959 tot 1973.
In dit stadsdeel besloot het Ministerie van Onderwijs tevens een grote nieuwe scholencampus te realiseren. Thans is daar het gemeenschapsonderwijs gevestigd, waar men school kan lopen van de kleuterklas tot het hoger onderwijs.
Het grootste deel van het resterende gebied werd bebouwd door een sociale huisvestingsmaatschappij. Voor het eerst bouwde deze sociale huisvestingsmaatschappij flatgebouwen. Het was oorspronkelijk de bedoeling er 3 blokken van 10 verdiepingen te bouwen, maar door het grondverlies aan de school werden het er maar twee. Deze twee appartementsgebouwen zijn twee van de meest gezichtsbepalende bouwwerken van de wijk en zijn mooi uitgelijnd naast het park ingeplant.
Het andere deel van de wijk was bestemd voor eengezinswoningen. De sociale huisvestingsmaatschappij bouwde er een honderdtal kavels, gemengd koop- en huurwoningen. Verderop mochten particulieren aan de slag en de meesten kozen voor alleenstaande woningen, een bouwoptie die later een klassieke verkaveling zou genoemd worden maar toen nieuw was.

## Gebroeders Van Raemdonckpark
Centraal in de Drie Hofsteden ligt het Gebroeders Van Raemdonckpark. Dit grote stadspark werd genoemd naar twee Kortrijkse broers Van Raemdonck die sneuvelden tijdens de Eerste Wereldloorlog. In 1959 werd het gebied rond het park verkaveld en het park aangelegd. Kenmerkend voor het Van Raemdonckpark is de grote vijver, met schiereilandje dat veel broedende vogels huisvest. Typisch is ook de grote variëteit aan bomen en struiken, die tegen de verhoogde spoorwegberm aan groeien.

## Vervoer
- De wijk is met de rest van de stad verbonden via de stadslijn 9.

Belgische gemeenten · Arrondissement Kortrijk · West-Vlaanderen · Vlaanderen